# Minni di Virgini

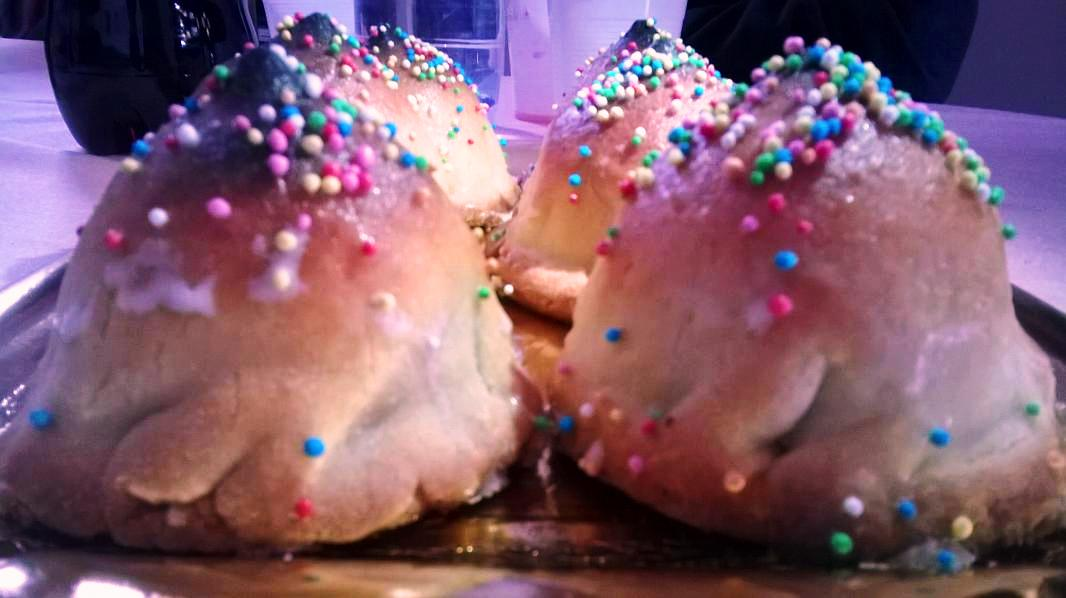
Minni di Virgini

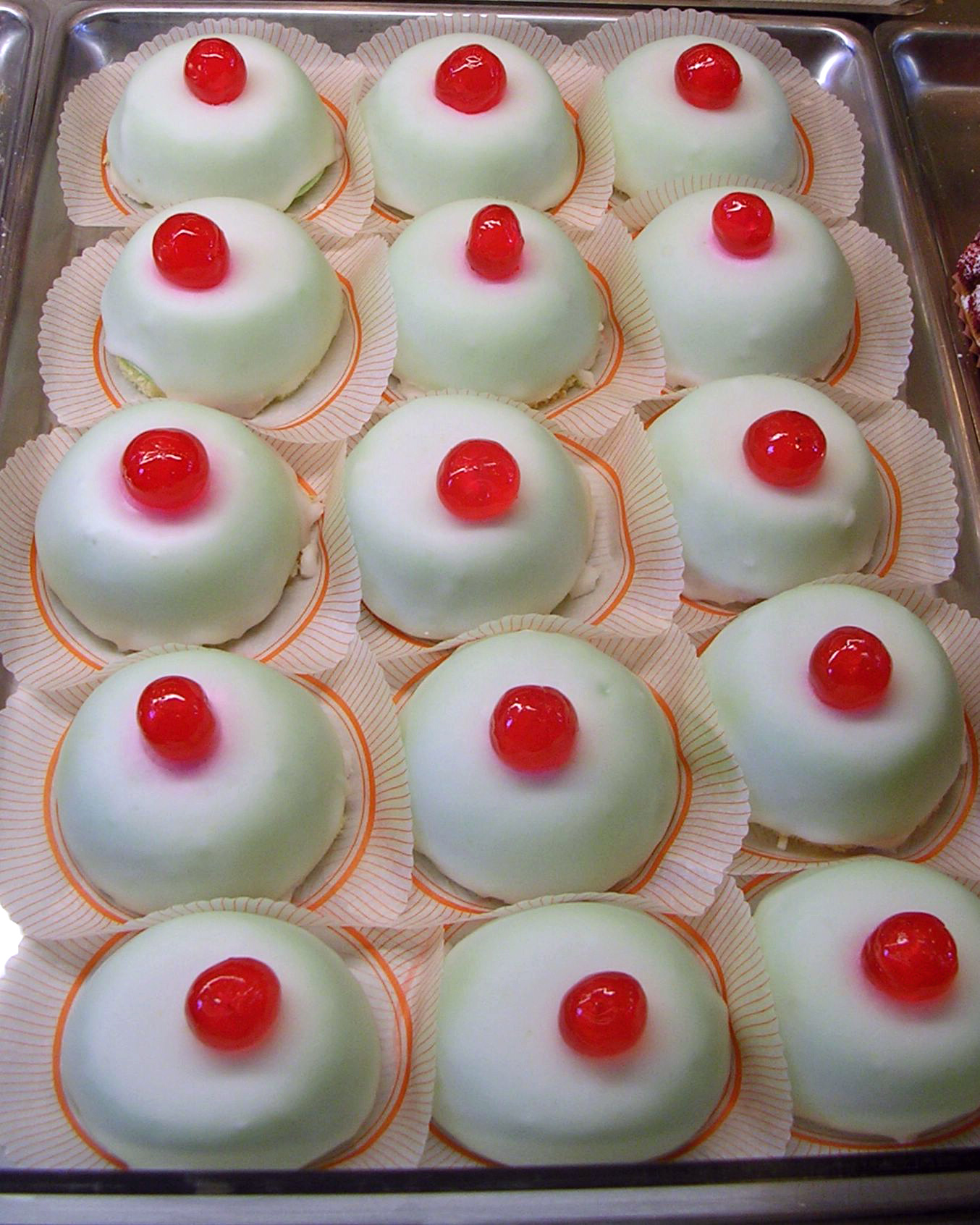
Minnuzze di sant’aita oder Cassatella di sant'Agata

Minni di Virgini ist ein Feingebäck der sizilianischen Küche in Form von Brüsten, das mit dem Monastero delle Vergini (Kloster der Jungfrauen) von Palermo in Verbindung gebracht wird, wo es angeblich seinen Ursprung hat bzw. sein Name herrührt. Es hat eine Außenschicht aus einer Art Mürbeteig (Pastafrolla), die mit fein gehackten Mandeln und mit Zuccata (kandierter Kürbis) gefüllt werden, parfümiert mit Orangen- und Jasminwasser.
Von Palermo aus soll sich das Gebäck südöstlich von Catania ausgebreitet haben, wo es den Namen der Schutzheiligen der Stadt und als  Krönung eine rote kandierte Kirsche bekam.
In Catania ist eine kleinere, mit Creme gefüllte Version dieser Süßigkeiten zur Votivgabe für die Schutzheilige Hl. Agatha geworden: die Minnuzzi di Sant’Ajta, Spezialität des Klosters Itria di Sciacca. Diese Kuchen sind mit Zuckerguss überzogen und mit einer kandierten roten Kirsche belegt.
Minni di virgini werden auch Cassatella di sant'Agata genannt und werden paarweise verkauft.